# Prem (Niemcy)
Prem – miejscowość i gmina w Niemczech, w kraju związkowym Bawaria, w rejencji Górna Bawaria, w regionie Oberland, w powiecie Weilheim-Schongau, wchodzi w skład wspólnoty administracyjnej Steingaden. Leży około 30 km na południowy zachód od Weilheim in Oberbayern, nad rzeką Lech.

## Demografia
| Rok  | Liczba mieszk. |
| ---- | -------------- |
| 1970 | 766            |
| 1987 | 818            |
| 2000 | 906            |
| 2005 | 914            |

### Struktura wiekowa
Dane o ludności z 31 grudnia 2008:
| Opis                                | Ogółem | Ogółem | Kobiety | Kobiety | Mężczyźni | Mężczyźni |
| ----------------------------------- | ------ | ------ | ------- | ------- | --------- | --------- |
| Jednostka                           | osób   | %      | osób    | %       | osób      | %         |
| Populacja                           | 864    | 100    | 447     | 51,74   | 417       | 48,26     |
| Wiek przedprodukcyjny (0–17 lat)    | 148    | 17,13  | 86      | 9,95    | 62        | 7,18      |
| Wiek produkcyjny (18–65 lat)        | 523    | 60,53  | 251     | 29,05   | 272       | 31,48     |
| Wiek poprodukcyjny (powyżej 65 lat) | 193    | 22,34  | 110     | 12,73   | 83        | 9,61      |

## Polityka
Wójtem gminy jest Herbert Sieber, rada gminy składa się z 8 osób.
|      | WG | Razem |
| 2008 | 8  | 8     |
| 2002 | 8  | 8     |